# Australasian Championships 1909
Die 5. Australasian Championships waren ein Tennis-Rasenplatzturnier der Klasse Grand Slam. Es fand vom 23. bis 27. Oktober 1909 in Perth, Australien statt.
Titelverteidiger waren im Einzel Fred Alexander und im Doppel Fred Alexander und Alfred Dunlop.